# Cempi Jaya
Cempi Jaya is een bestuurslaag in het regentschap Dompu van de provincie West-Nusa Tenggara, Indonesië. Cempi Jaya telt 2383 inwoners (volkstelling 2010).